# Ambulyx canescens
Espèce
Ambulyx canescens est une espèce de lépidoptères de la famille des Sphingidae, sous-famille des Smerinthinae, tribu des Ambulycini, et du genre Ambulyx.

## Description

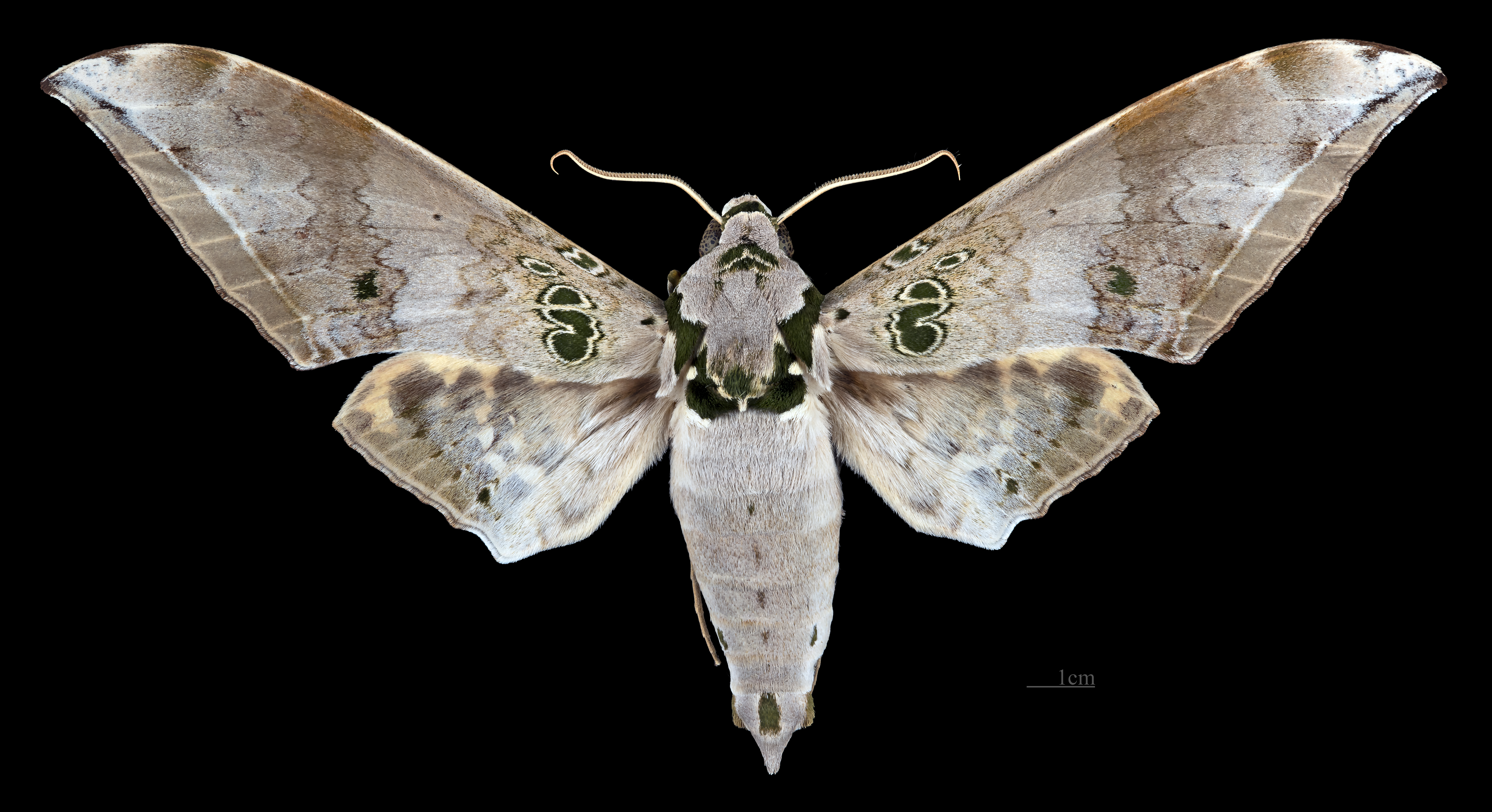
Avers du mâle (coll.MHNT)
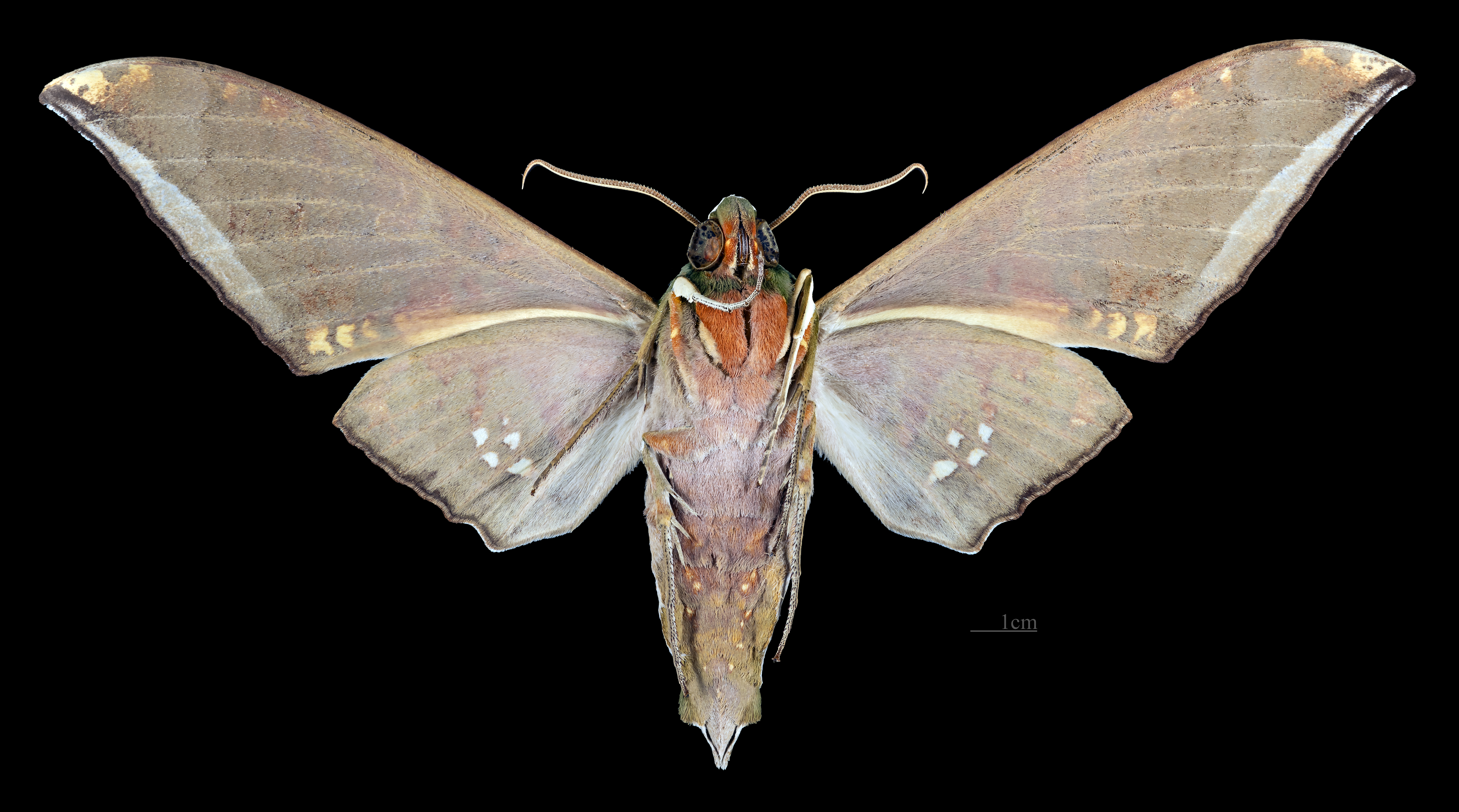
Revers du mâle (coll.MHNT)
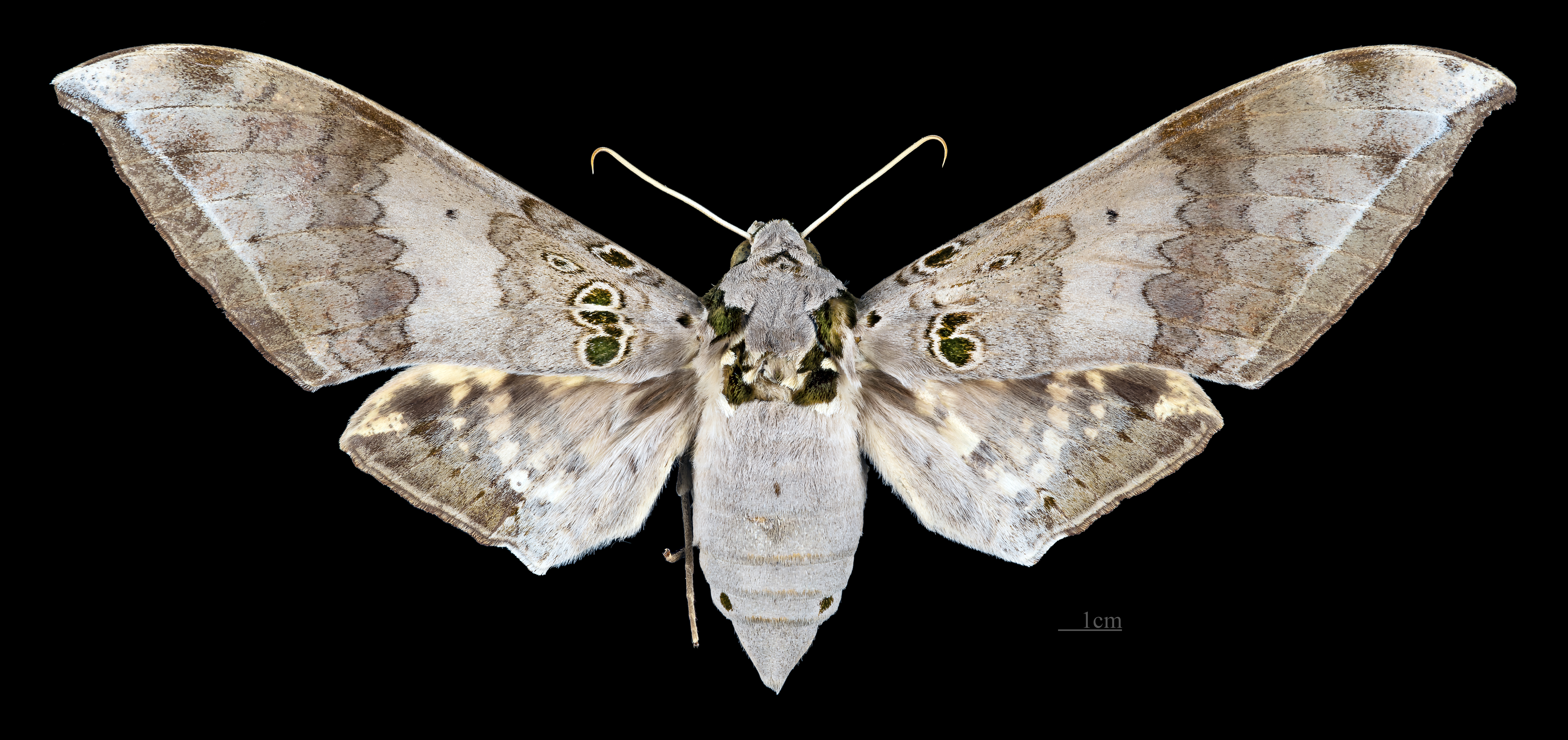
Avers de la femelle (coll.MHNT)
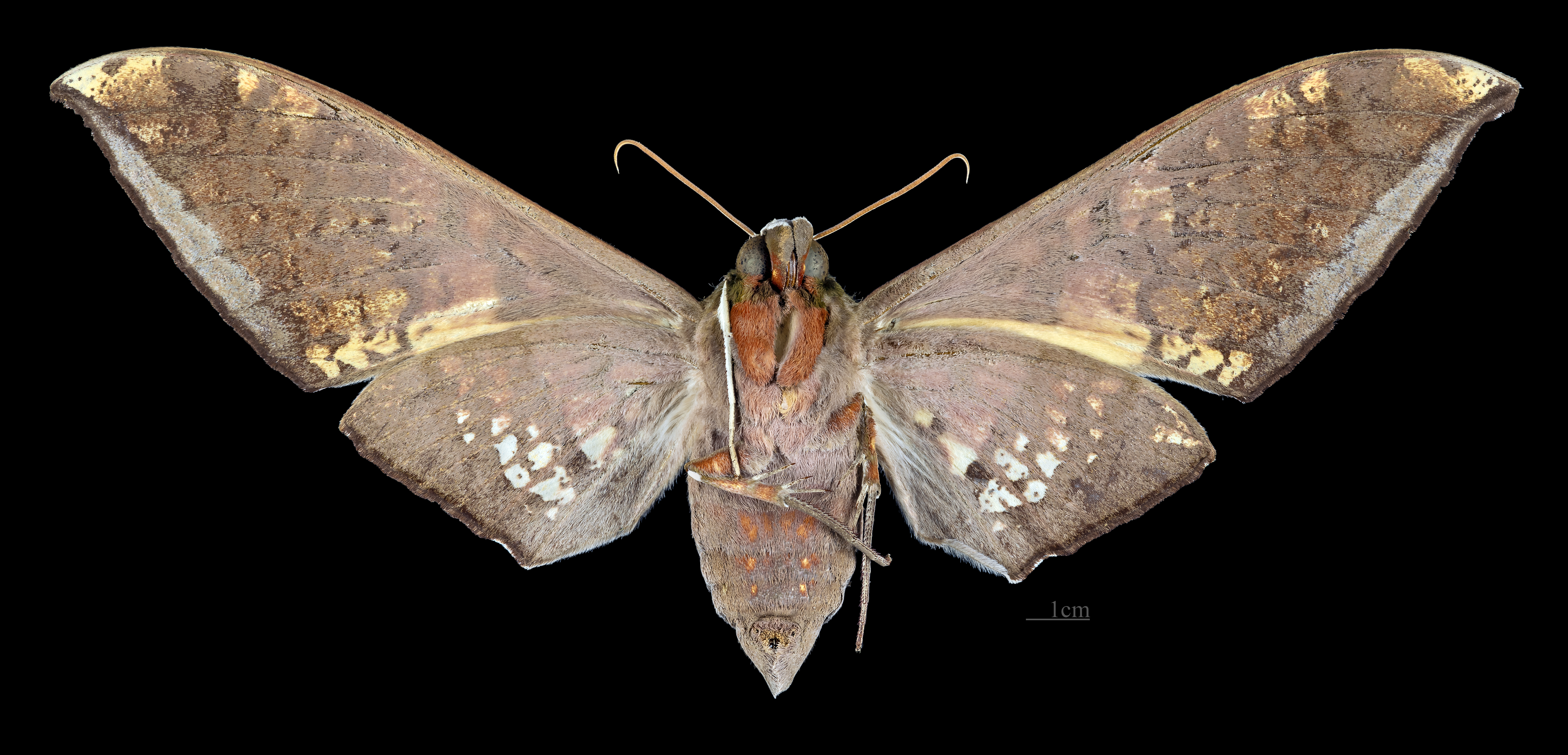
Revers de la femelle (coll.MHNT)

## Distribution
L'espèce est connue en Indochine, en Malaisie, à Sumatra, à Java, à Bornéo et aux Philippines.

## Biologie
L'espèce est considéré comme un ravageur forestier, car ses chenille se nourrissent des feuilles du jeune Dryobalanops lanceolata. Des chenilles ont également été élevées sur Shorea lepidota.

## Systématique
- L'espèce Ambulyx canescens a été décrite par l'entomologiste britannique Francis Walker en 1866 sous le nom initial de Basiana canescens[2].

### Synonymie
- Basiana canescens Walker 1866 Protonyme
- Ambulyx argentata Druce, 1882
- Oxyambulyx canescens Walker; Rothschild & Jordan, 1903

### Liste des sous espèces
- Ambulyx canescens canescens
- Ambulyx canescens flava (Clark, 1924) [3]
- Ambulyx canescens flavocelebensis

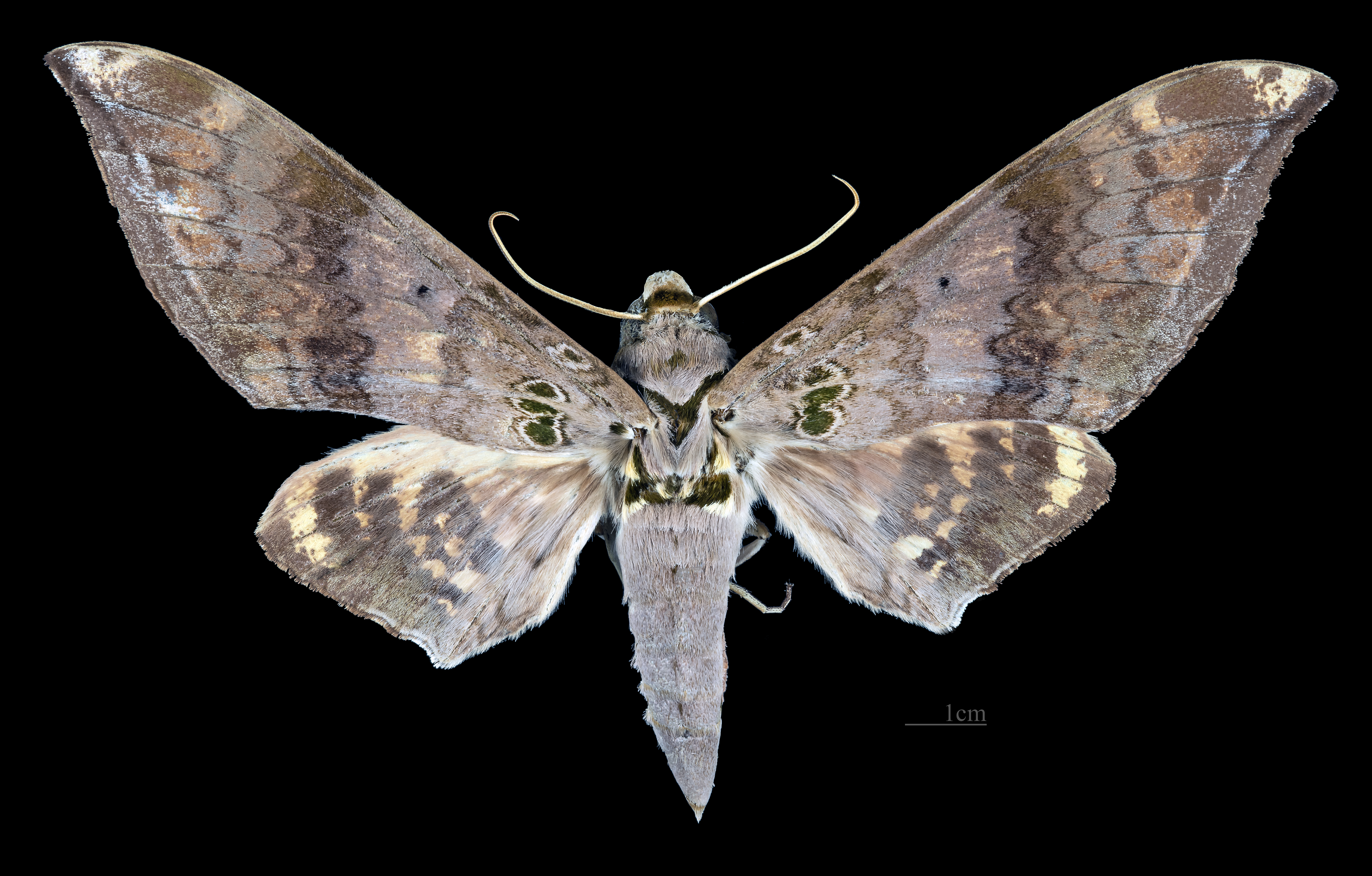
Ambulyx canescens flava mâle (coll.MHNT)
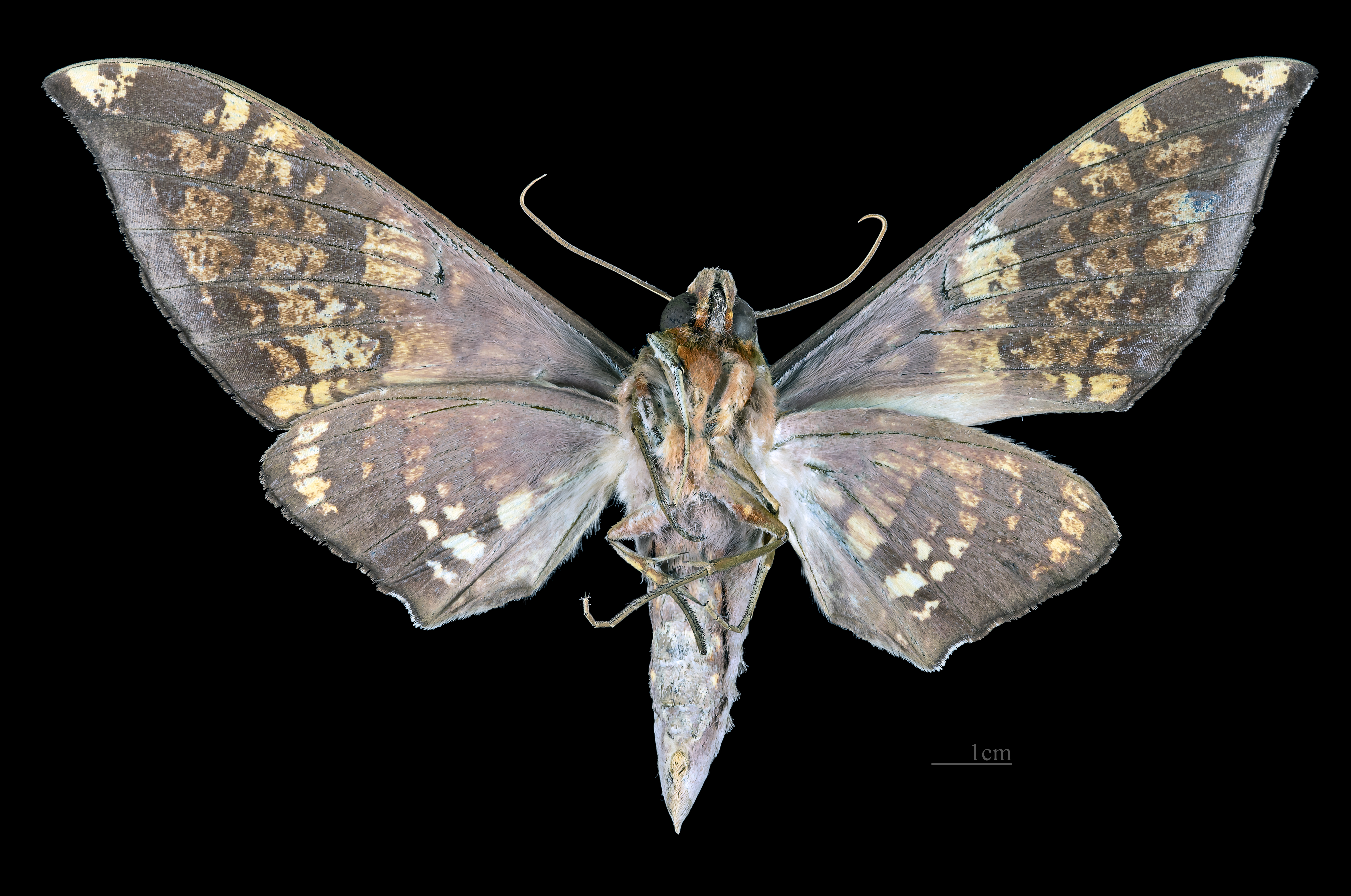
Ambulyx canescens flava mâle (coll.MHNT)